# Polyzonus subtruncatus
Polyzonus subtruncatus är en skalbaggsart som först beskrevs av Bates 1879.  Polyzonus subtruncatus ingår i släktet Polyzonus och familjen långhorningar. Inga underarter finns listade i Catalogue of Life.